# Брок, Кэлвин
Кэлвин Брок (англ. Calvin Brock, 22 января 1975 в Шарлотт, Северная Каролина, США) — американский боксёр-профессионал, выступавший в супертяжёлой (Heavyweight) весовой категории. Член американской сборной на Олимпийских играх 2000 года
Топ-боксёр середины 2000-х годов.

## Профессиональная карьера
Дебютировал в 2001 году. Провёл 20 побед подряд, преимущественно нокаутом, и вышел против другого непобеждённого боксёра, Терри Смита (20-0-1), и победил его решением судей в 10-раундовом бою.

### 21 января2005Кэлвин Брок —Клиффорд Этьен
- Место проведения:  Релиант Центр, Хьюстон, Техас, США
- Результат: Победа Брока техническим нокаутом в 2-м раунде в 10-раундовом бою
- Статус: Рейтинговый бой
- Рефери: Лоуренс Коул
- Время: 1:25
- Вес: Брок 102,50 кг; Этьен 101,20 кг
- Трансляция: ESPN 2

В январе 2005 года Кэлвин Брок вышел на ринг против Клиффорда Этьена. Во 2-м раунде Брок после нескольких ударов в голову Этьена отправил его в нокдаун. Этьен сразу же встал. У При падении у него выпала капа, и он таким образом получил несколько лишних секунд на восстановление. В 3-м раунде Брок встречным ударом в голову вновь отправил противника в нокдаун. Этьен сразу встал и сразу же пропустил серию ударов в верхнюю часть головы после которой опять оказался на полу. Рефери остановил бой, не открывая счет.

### 23 апреля2005Кэлвин Брок —Джамиль Макклайн
- Место проведения:  Сезар Палас, Лас-Вегас, Невада, США
- Результат: Победа Брока единогласным решением в 10-раундовом бою
- Статус: Рейтинговый бой
- Рефери: Джо Кортес
- Счет судей: Билл Грэхем (97-93), Гленн Троубридж (96-93), Кэрол Кастеллано (96-94) — все в пользу Брока
- Вес: Брок 98,90 кг; Макклайн 120,20 кг
- Трансляция: ESPN PPV
- Счёт неофициального судьи: Тэдди Атлас (97-93 Брок)

В апреле 2005 года Брок встретился с Джамилем Макклайном. Брок контролировал большую часть боя. В 7-м раунде Макклайн левым хуком отправил Брока на настил. После этого он попытался его добить, но не смог. Брок победил по очкам единогласным решением судей.

### 25 февраля2006Кэлвин Брок —Зури Лоуренс
- Место проведения:  Мандалей Бей Ресорт энд Казино, Лас-Вегас, Невада, США
- Результат: Победа Брока нокаутом в 6-м раунде в 10-раундовом бою
- Статус: Рейтинговый бой
- Рефери: Джей Нейди
- Время: 2:58
- Вес: Брок 104,78 кг; 105,20
- Трансляция: HBO PPV
- Счёт неофициального судьи: Харольд Ледерман (49-46 Брок)

В феврале 2006 года Брок встретился с джорнименом Зури Лоуренсом. За несколько секунд до конца 6-го раунда Брок левым хуком попал противнику в челюсть. Лоуренс бесчувственно упал. Рефери, видя это, сразу же остановил бой. После этого на Лоуренса надели кислородную маску. Через несколько минут он пришёл в себя. Нокаут получил статус «нокаут года» по версии журнала «Ринг».

### 24 июня2006Кэлвин Брок —Тимур Ибрагимов
- Место проведения:  Сезар Палас, Лас-Вегас, Невада, США
- Результат: Победа Брока единогласным решением в 12-раундовом бою
- Статус: Рейтинговый бой
- Рефери: Вик Дракулич
- Счет судей: Адалейд Бёрд (119—109), Лу Филиппо (117—111), Роберт Хойл (115—113) — все в пользу Брока
- Вес: Брок 101,60 кг; Ибрагимов 99,30 кг
- Трансляция: HBO BAD

В июне 2006 года состоялся бой двух непобежденных боксером американца Кэлвина Брока и узбекистанца Тимура Ибрагимова. Брок имел преимущество в бою. В 11-м раунде он дважды поскользнулся и упал. Падения не были нокдаунами. По итогам 12-ти раундов судьи единогласно, но с большой разницей в оценках, присудили Броку победу.

### 11 ноября2006Владимир Кличко—Кэлвин Брок
- Место проведения:  Мэдисон Сквер Гарден, Нью-Йорк Сити, Нью-Йорк, США
- Результат: Победа Кличко техническим нокаутом в 7-м раунде в 12-раундовом бою
- Статус: Чемпионский бой за титул МБФ (IBF) в тяжелом весе (1-я защита Кличко); чемпионский бой за титул МБО (IBO) в тяжелом весе (1-я защита Кличко)
- Рефери: Уэйн Келли
- Время: 2:10
- Вес: Кличко 109,30 кг; Брок 101,80 кг
- Трансляция: HBO
- Счёт неофициального судьи: Харольд Ледерман (58-56 Кличко)

В ноябре 2006 года Владимир Кличко в добровольной защите встречался с непобеждённым Кэлвином Броком. Шесть раундов Кличко за счет джеба контролировал бой. В 7-м раунде он начал активно атаковать противника. В середине раунда двойкой он послал Брока на канвас. Брок тяжело вставал, и поднявшись нетвердо держался на ногах. Рефери остановил бой.

### 2 ноября2007Эдди Чемберс—Кэлвин Брок
- Место проведения:  Эмеральд Куин Казино, Такома, Вашингтон, США
- Результат: Победа Чемберса раздельным решением в 12-раундовом бою
- Статус: Отборочный бой за звание чемпиона мира МБФ (IBF) в тяжелом весе
- Рефери: Роберт Бёрд
- Счет судей: Глен Хамада (115—113 Чемберс), Стив Вейсфелд (115—113 Чемберс), Том Макдонах (113—115 Брок)
- Вес: Чемберс 96,60 кг; Брок 109,30 кг
- Трансляция: Showtime ShoBox

В ноябре 2007 года Кэлвин Брок встретился с непобежденным Эдди Чемберсом. В близком бою победу при разногласии судей одержал Чемберс.